# Armand de Turenne
Armand Jean Galliot Joseph de Turenne (Franciaország, Le Mans, 1891. április 1. – Párizs, 1980. december 10.) francia pilóta. Részt vett az első világháborúban, ahol 15 légi győzelemmel szolgálta hazáját és ezzel ászpilóta lett.

## Élete

### Ifjúkora
1891. április 1-jén született Le Mans-ban. 

### Katonai szolgálata
1916-ban került a légierő kötelékébe, ahol egy Nieuporttal repült az egész háború alatt.
1916. november 17-én szerezte meg első légi győzelmét. Második győzelmére 1917. április 26-án szerezte, mikor legyőzött egy Albatros D.V típusú német vadászrepülőgépet. Harmadik és negyedik győzelmére 1917. július 6-án tett szert. Ötödik légi győzelmét augusztus 18-án érte el, evvel hivatalosan is ászpilóta lett. Ebben az évben még egy légi győzelmet szerzett szeptember végén.
1918-ban átkerült a Spa12 jelölésű francia századhoz. A háború utolsó évében további kilenc győzelmet ért el és egy ideig Turenne volt a repülőszázad parancsnoka. 

### Győzelmei
Turenne a háború végéig összesen 15 gépet lőtt le. A háborúban szerzett eredményeiben az a különleges, hogy néhány kivétellel az összes gépét más ász pilótákkal lőtte le közösen. 
| Sorszám | Idő                  | Egység | Repülő      | Ellenfél       |
| ------- | -------------------- | ------ | ----------- | -------------- |
| 1       | 1916. november 17.   | N48    | Nieuport 11 | Albatros       |
| 2       | 1917. április 26.    | N48    | Nieuport 11 | Albatros D.V   |
| 3       | 1917. július 6.      | N48    | Nieuport 11 | Albatros D.V   |
| 4       | 1917. július 6.      | N48    | Nieuport 11 | Albatros D.V   |
| 5       | 1917. augusztus 18.  | N48    | Nieuport 11 | Albatros D     |
| 6       | 1917. szeptember 30. | N48    | Nieuport 11 | Albatros C     |
| 7       | 1918. január 29.     | Spa12  | Nieuport 11 | Albatros D.III |
| 8       | 1918. március 23.    | Spa12  | Nieuport 11 | Two-seater     |
| 9       | 1918. május 12.      | Spa12  | Nieuport 11 | Albatros C     |
| 10      | 1918. június 13.     | Spa12  | Nieuport 11 | Pfalz D.III    |
| 11      | 1918. július 15.     | Spa12  | Nieuport 11 | Fokker D.VII   |
| 12      | 1918. július 16.     | Spa12  | Nieuport 11 | Albatros C     |
| 13      | 1918. augusztus 22.  | Spa12  | Nieuport 11 | Ballon         |
| 14      | 1918. szeptember 26. | Spa12  | Nieuport 11 | Ballon         |
| 15      | 1918. szeptember 26  | Spa12  | Nieuport 11 | Fokker D.VII   |

### További élete
A pilóta háború végéig a századosi rendfokozatig jutott és a GB1; N48; Spa12 századoknál szolgált. Még 1917-ben megkapta a francia Becsületrendet, emellett megkapta a francia és a belga croix de guerre-t is. A háborút Turenne épségben túlélte és idős korában halt meg 1980-ban, Párizs 5. kerületében.